# Aletha Solter

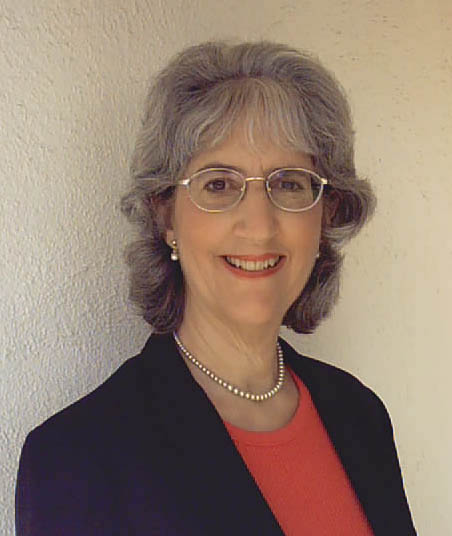
Aletha Solter in 2013

Aletha Solter is een Zwitsers-Amerikaans ontwikkelingspsychologe.
Solter studeerde aan de Universiteit van Genève bij onder andere Jean Piaget, behaalde haar doctoraal fysiologie in 1969 en later een Ph.D. in ontwikkelingspsychologie aan de Universiteit van Californië in 1975. Daarna doceerde zij psychologie aan diezelfde universiteit.
Sinds 1978 geeft ze lezingen en workshops, voornamelijk in Amerika, Australië en Europa.
Solter is een internationale autoriteit op het gebied van binding, trauma's en disciplineren zonder straffen en belonen.
Haar eerste boek, The Aware Baby (Baby's weten wat ze willen) is een internationale bestseller en standaardwerk op het gebied van baby's, hun gedrag, de impact van stress en trauma's op hun latere ontwikkeling. Belangrijk uitgangspunt in haar visie is dat alle baby's stress meemaken, en dat huilen hun belangrijkste middel is om te ontladen. Het is volgens Solter van wezenlijk belang om baby's te laten huilen in plaats van eten geven, heen en weer schudden, een speen in de mond te doen en te proberen het kind te laten stoppen met huilen (tenminste als sprake is van stress. Bij honger, natte luier etc. kan beter die oorzaak worden weggenomen).
Daarbij is van belang dat de ouder/verzorger het kind niet alleen laat, maar aanraakt en op rustige toon laat blijken dat het huilen wordt geaccepteerd. Solter spreekt van 'attachment-style parenting'. Zij meent dat kinderen dan lichamelijk en psychisch gezonder worden.
Haar tweede boek, Helping Young Children Flourish (Het ongedwongen kind) behandelt dezelfde benadering maar dan voor de leeftijdsgroep van 2-8 jaar.
De opvoedkundige benadering van Solter is sterk beïnvloed door de Amerikaanse klinisch psycholoog Thomas Gordon. Waar Gordon een meer algemene machtloze communicatiemethode ontwikkelde (eerst voor ouders en kinderen en later uitgebreid naar professionals, leerkrachten, volwassenen) heeft Solter deze doorontwikkeld voor baby's en jonge kinderen. Zij combineert e.e.a. met resultaten van biochemische en fysiologische onderzoeken over onder andere tranen en spanning ontladen.
In 1990 richtte Solter The Aware Parenting Institute op. Haar doel is om een geweldloze maatschappij te creëren waarin alle kinderen hun talenten maximaal kunnen ontplooien.
Solter is getrouwd, heeft twee kinderen en woont in Goleta (Californië).

## Filosofie van Aware Parenting
Aware Parenting heeft drie pijlers:
- Attachment-style parenting
  - Natuurlijke geboorte en vroege binding
  - Veel fysiek contact
  - (Langduriger) Borstvoeding
  - Direct reageren op huilen
  - Sensitive attunement
- Disciplineren zonder straffen
  - Geen enkele straf toepassen (ook geen "time-out", of onthouden van beloning)
  - Geen beloning of omkoping
  - Zoek naar onderliggende behoeftes en gevoelens
  - Angermanagement voor ouders
  - Geweldloze/democratische conflictoplossing (familiebijeenkomst, mediation, etc.)
- Verwerken van stress en trauma's
  - Herkennen van stress en trauma's (ook onvervulde behoeftes) als primaire oorzaak van gedrags- en emotionele problemen
  - Benadrukken van het voorkomen van stress en trauma's
  - Herkennen van de helende effecten van spel, lachen en huilen binnen een liefhebbende ouder-kindrelatie
  - Respectvol, empathisch luisteren en accepteren van de emoties van het kind